# Záhradné
Záhradné es un municipio del distrito de Prešov en la región de Prešov, Eslovaquia, con una población estimada a final del año 2024 de 1157 habitantes.
Se encuentra ubicado en el centro-sur de la región, en el valle del río Torysa (cuenca hidrográfica del río Tisza) y cerca de la frontera con la región de Košice.

## Demografía
| Año        | 1994 | 2004 | 2014    | 2024     |
| ---------- | ---- | ---- | ------- | -------- |
| Población  | 915  | 915  | 983     | 1157     |
| Diferencia |      | +0 % | +7,43 % | +17,70 % |

| Año        | 2023 | 2024    |
| ---------- | ---- | ------- |
| Población  | 1155 | 1157    |
| Diferencia |      | +0,17 % |